# Aeroportul Varșovia Frederic Chopin
Aeroportul Frederic Chopin din Varșovia (în poloneză Warsaw-Okecie Airport) este cel mai mare și cel mai modern aeroport din Polonia. Aeroportul este situat în Okecie, la 10 km de Varșovia și a fost deschis în 1934 ca aeroport militar și civil. În prezent, aeroportul operează aproximativ 50% din traficul total de pasageri din țară. De aici, pasagerii au zburat către cele mai populare destinații din America, Africa, Asia și Europa. În 2011, aeroportul a fost tranzitat de aproximativ 9,3 milioane de pasageri.
Aeroportul operează zboruri de linie și low-cost. Astăzi, aeroportul oferă aproximativ 100 de conexiuni de linie către aeroporturile din țară și din lume și de un număr tot mai mare de zboruri charter. Cele mai populare destinații printre pasageri sunt: Londra, Paris, Frankfurt, Amsterdam. În Polonia, cele mai căutate destinații sunt: Wroclaw, Gdansk și Cracovia.

## Statistici
|  | Graficele sunt indisponibile din cauza unor probleme tehnice. Mai multe informații se găsesc la Phabricator și la wiki-ul MediaWiki. |

Vezi interogarea Wikidata.